# Anabarhynchus ornatifrons
Anabarhynchus ornatifrons är en tvåvingeart som beskrevs av Krober 1914. Anabarhynchus ornatifrons ingår i släktet Anabarhynchus och familjen stilettflugor. Inga underarter finns listade i Catalogue of Life.